# Biserica de lemn din Horăști

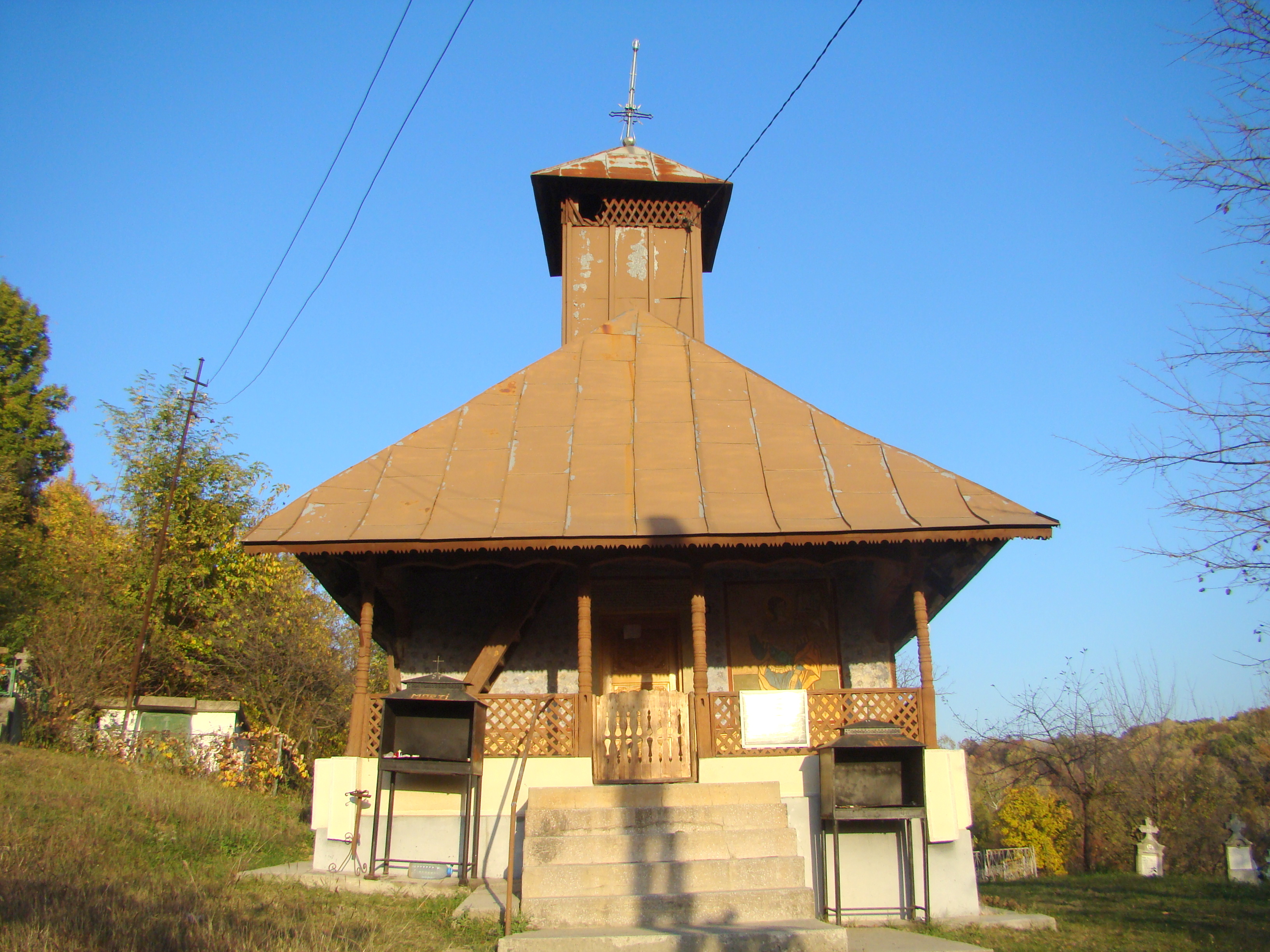
Biserica de lemn cu hramul „Sfântul Mare Mucenic Gheorghe” din Horăști, oraș Motru, județul Gorj, foto: octombrie 2018.

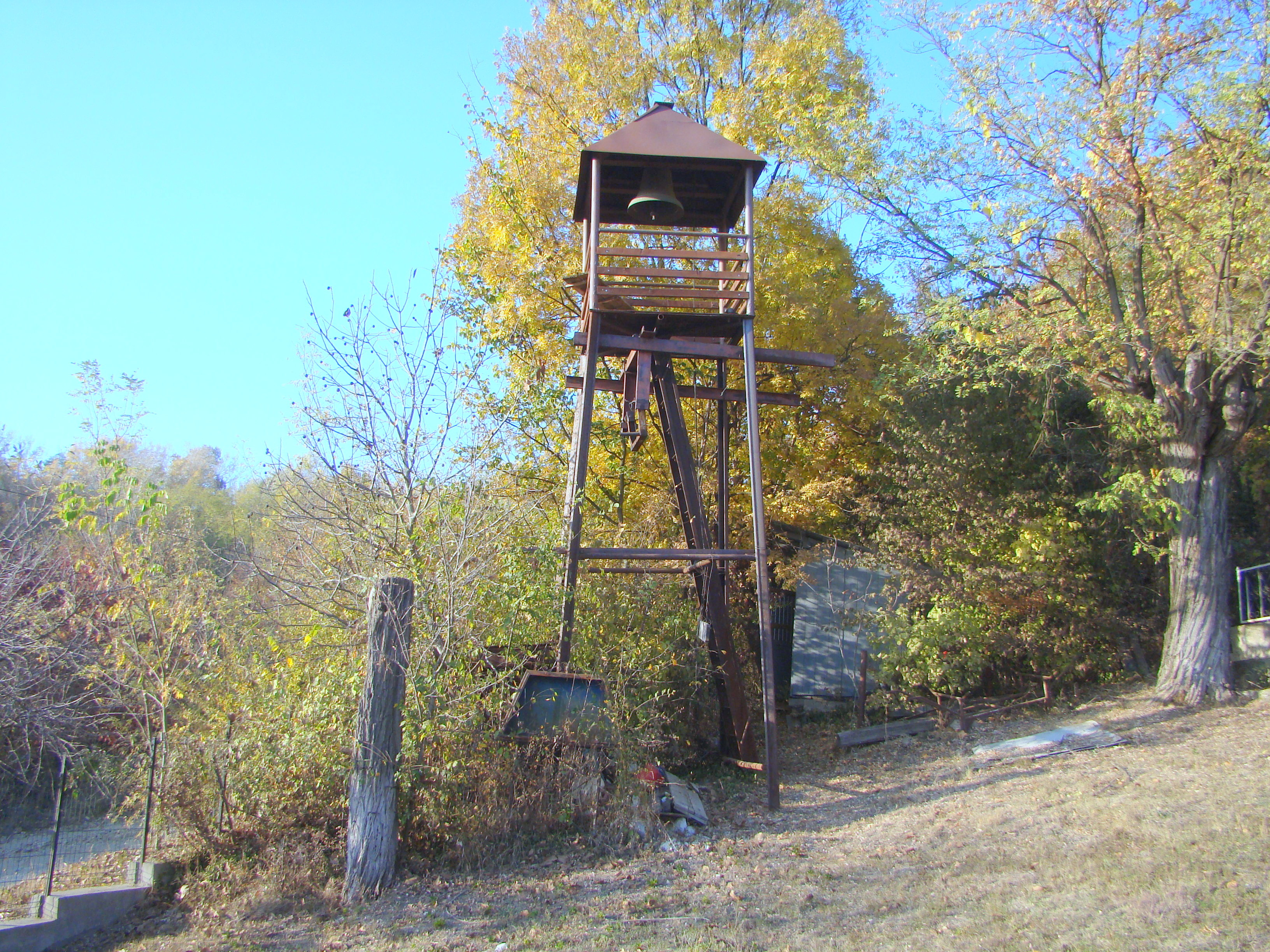
Clopotnița

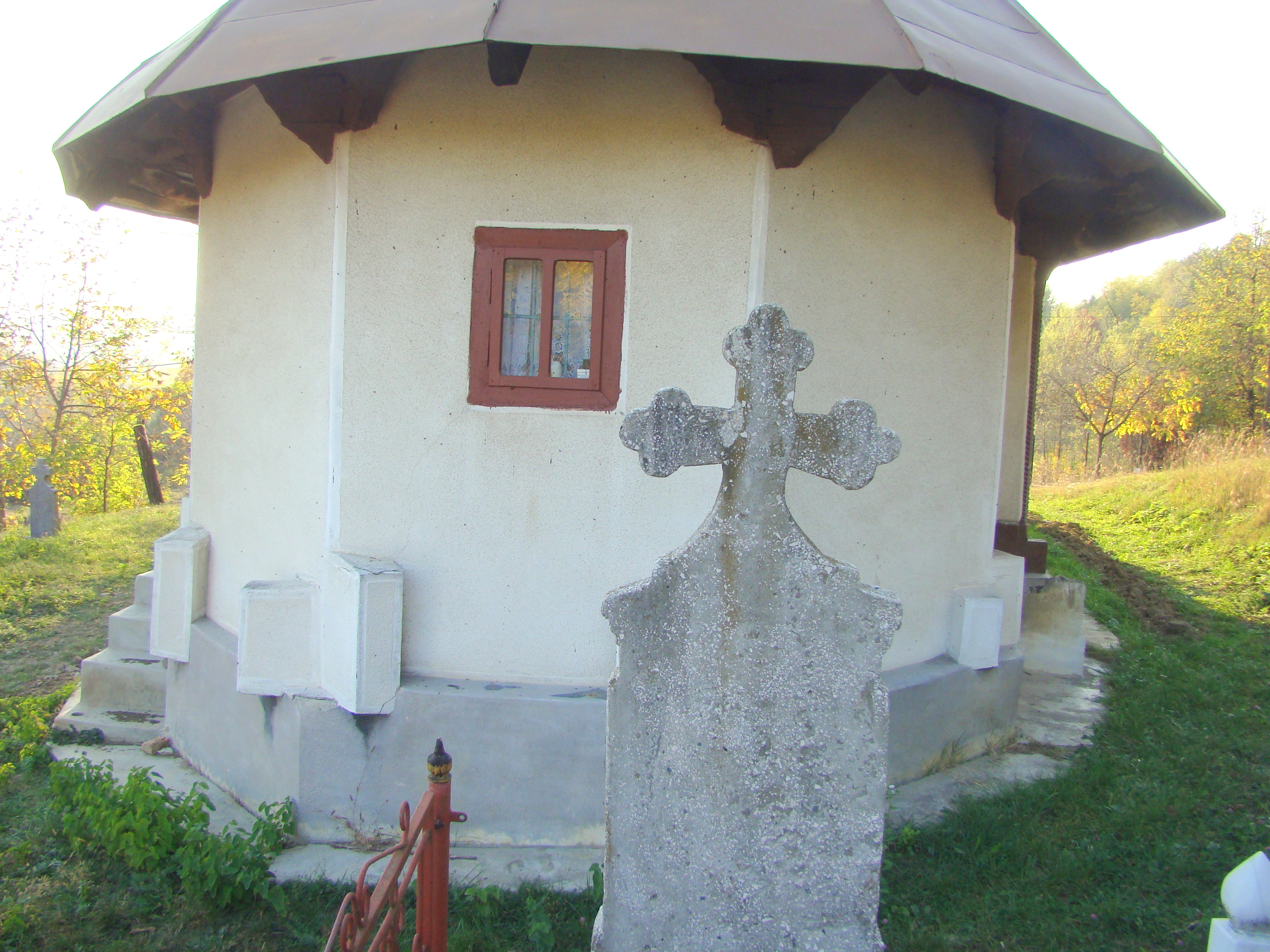
Absida altarului

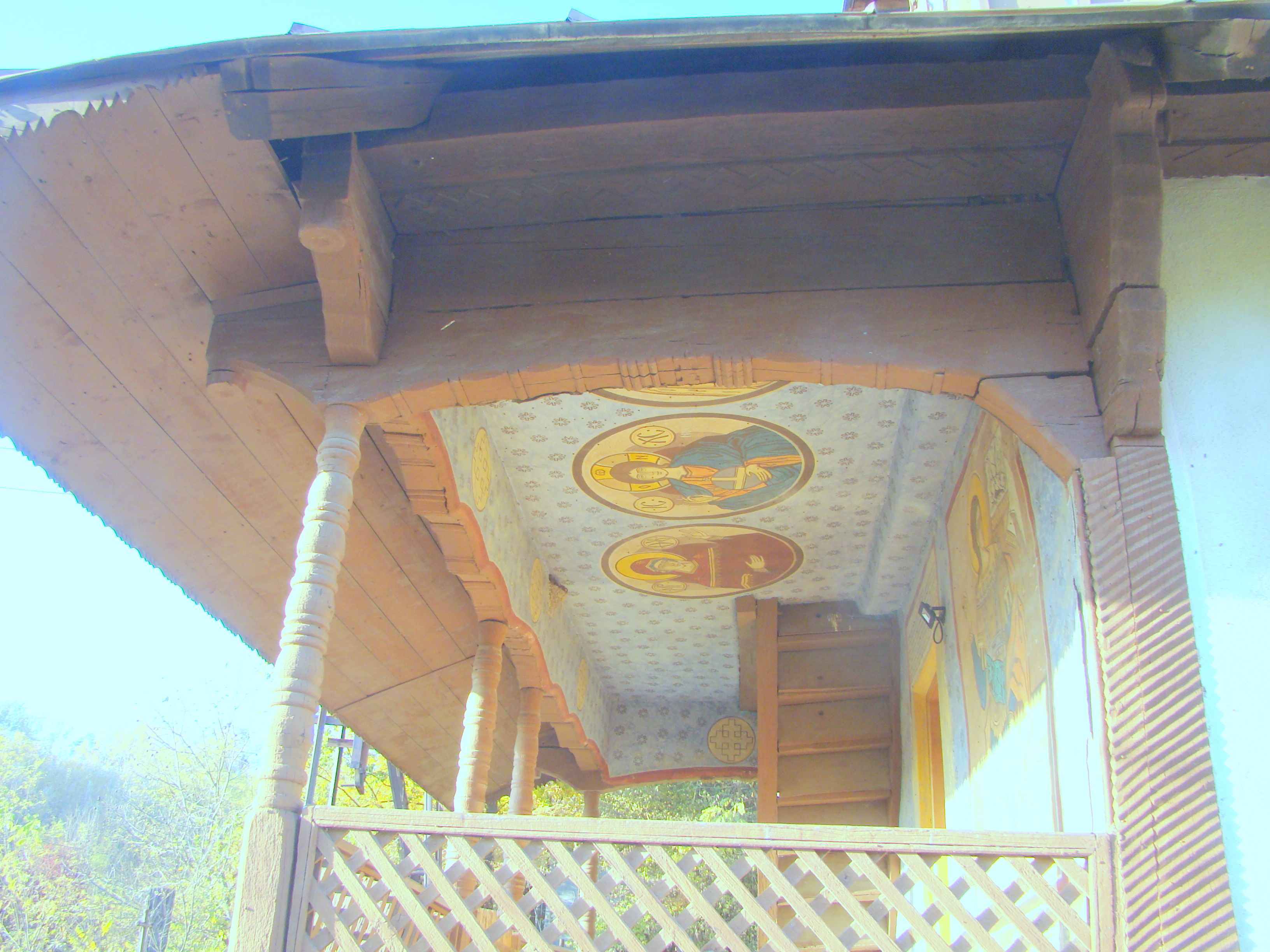
Prispa

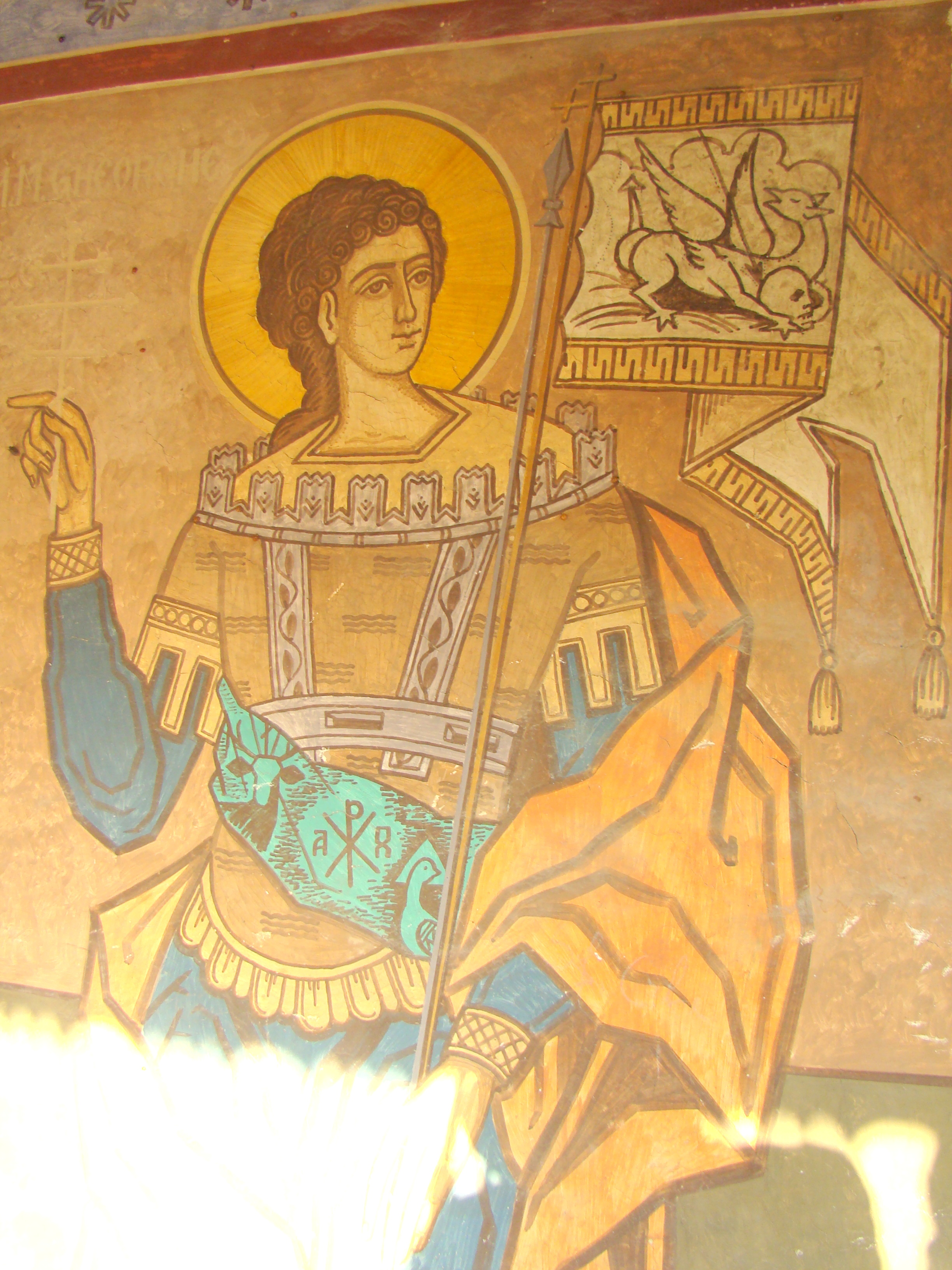
Sfântul Mare Mucenic Gheorghe

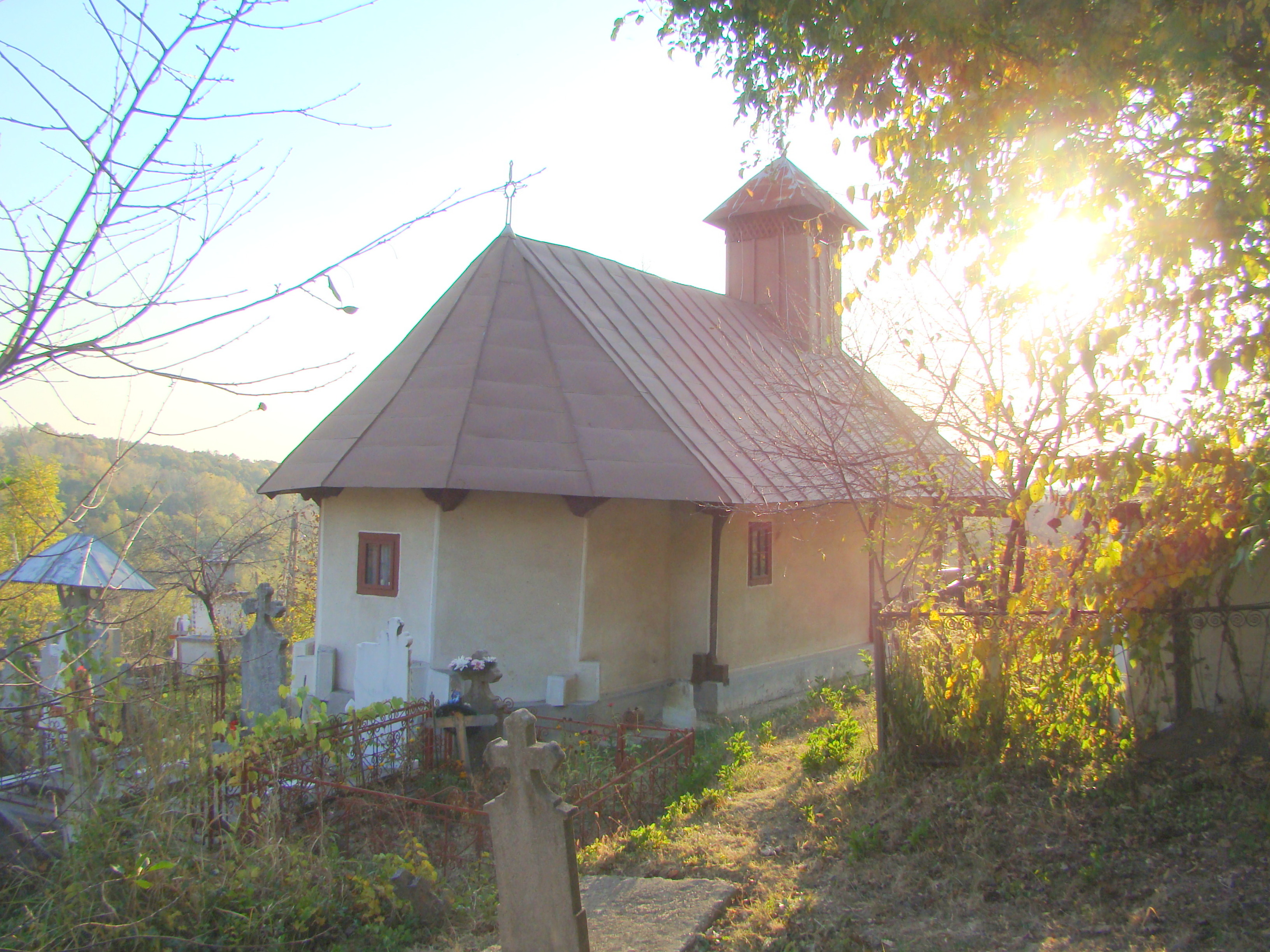
Biserica (nord-est)

Biserica de lemn cu hramul „Sfântul Mare Mucenic Gheorghe” din Horăști, oraș Motru, județul Gorj, a fost construită în 1878. Biserica se află pe lista monumentelor istorice sub codul LMI:  GJ-II-m-B-09313.

## Istoric și trăsături
În hotarul satului Vrabeți a fost ridicată de locuitorii acestuia și de vecinii din Horăști o biserică de lemn în hramul Sfântul Gheorghe, ce a fost sfințită în data de 30 iulie 1812, fapt consemnat pe filele unui Octoih. Satul Vrabeți nu mai există, perimetrul său a fost înglobat la Horăști, la mijlocul secolului trecut din el mai rămăseseră doar două case și biserica, care a fost reconstruită, tot din lemn, între anii 1878-1886. Costurile au fost suportate de Mihalache R. Cernăianu (ctitorul principal) și de enoriașii din localitate. Tâmpla a fost pictată de zugravul M.I.Stăiculescu din Strehaia.
Între anii 1974-1975 s-au făcut lucrări de reparații capitale, urmate de repictarea bisericii, în tehnica „frescă”, de către pictorul Ioan Gogan din Valea Perilor, între anii 1976-1977.
Pereții, de mici dimensiuni, înscriu o navă dreptunghiulară și un altar retras, poligonal, cu cinci laturi.
Prispa, de pe latura de vest, are fruntarii cu crestături în acolade, iar stâlpii (baluștrii) sunt lucrați la strung.
La vest de biserică există o clopotniță separată, confecționată pe schelet metalic.

## Imagini din exterior

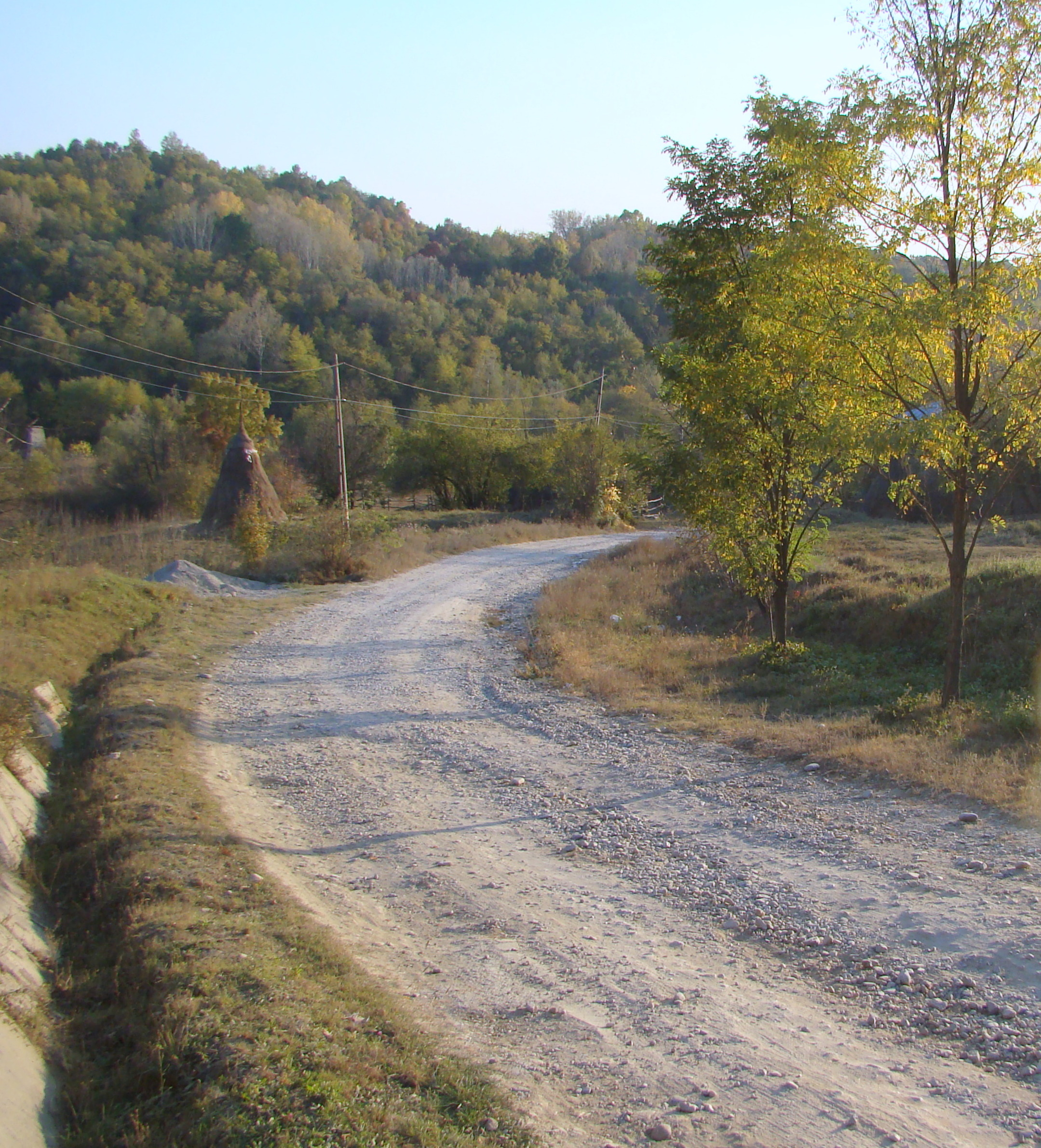
Drumul spre biserică
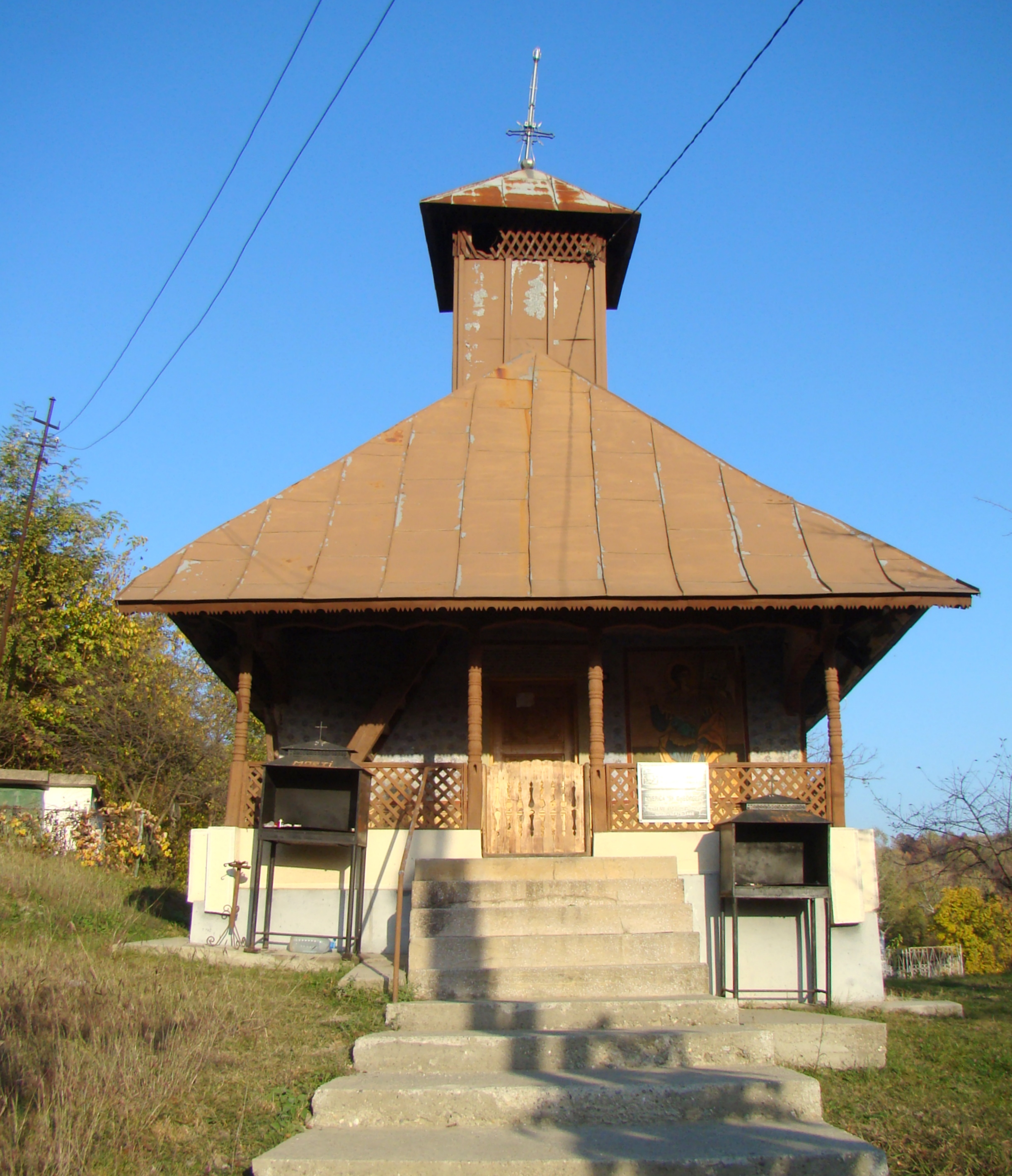
Biserica (vest)
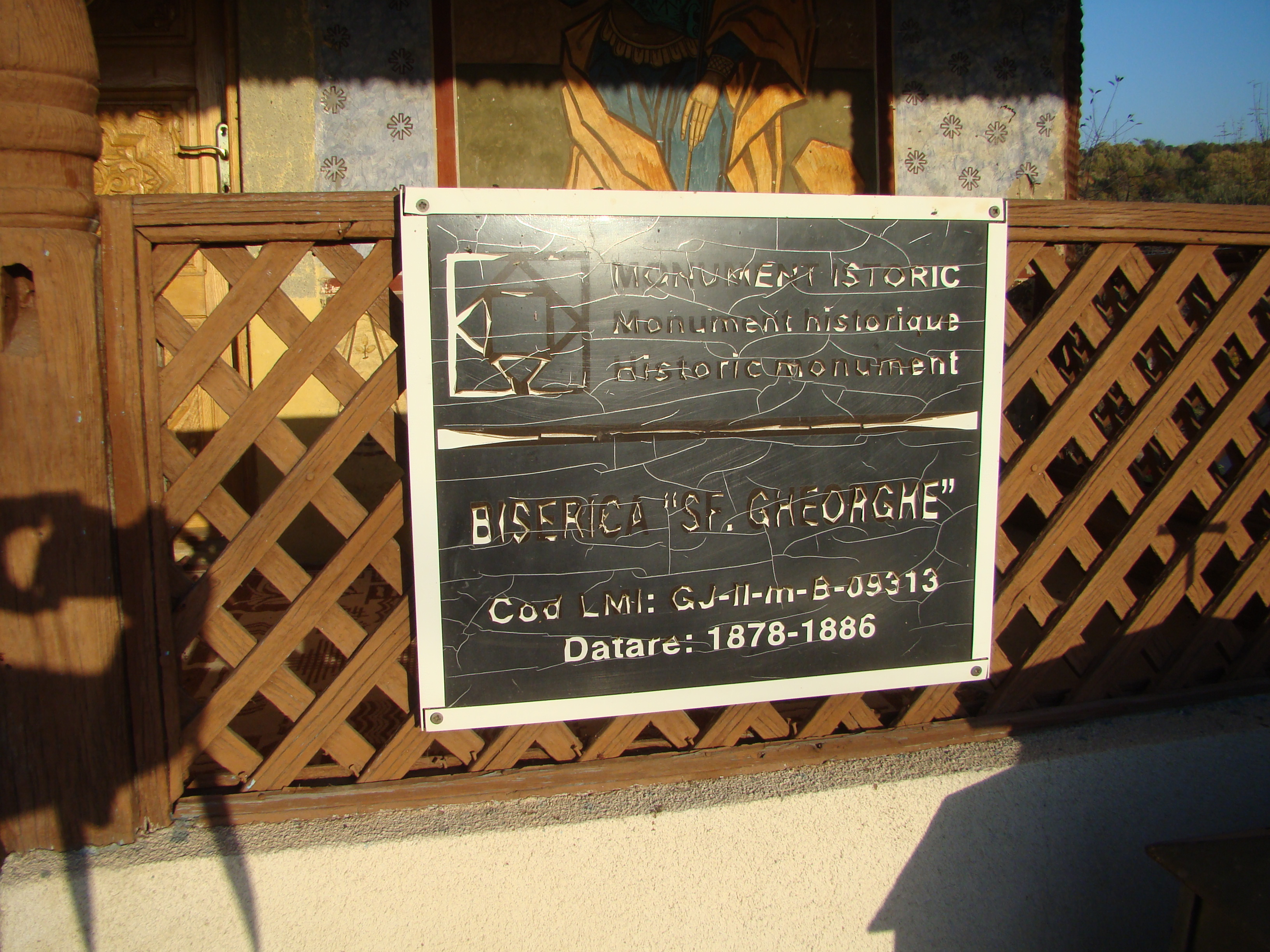
Tablă de monument
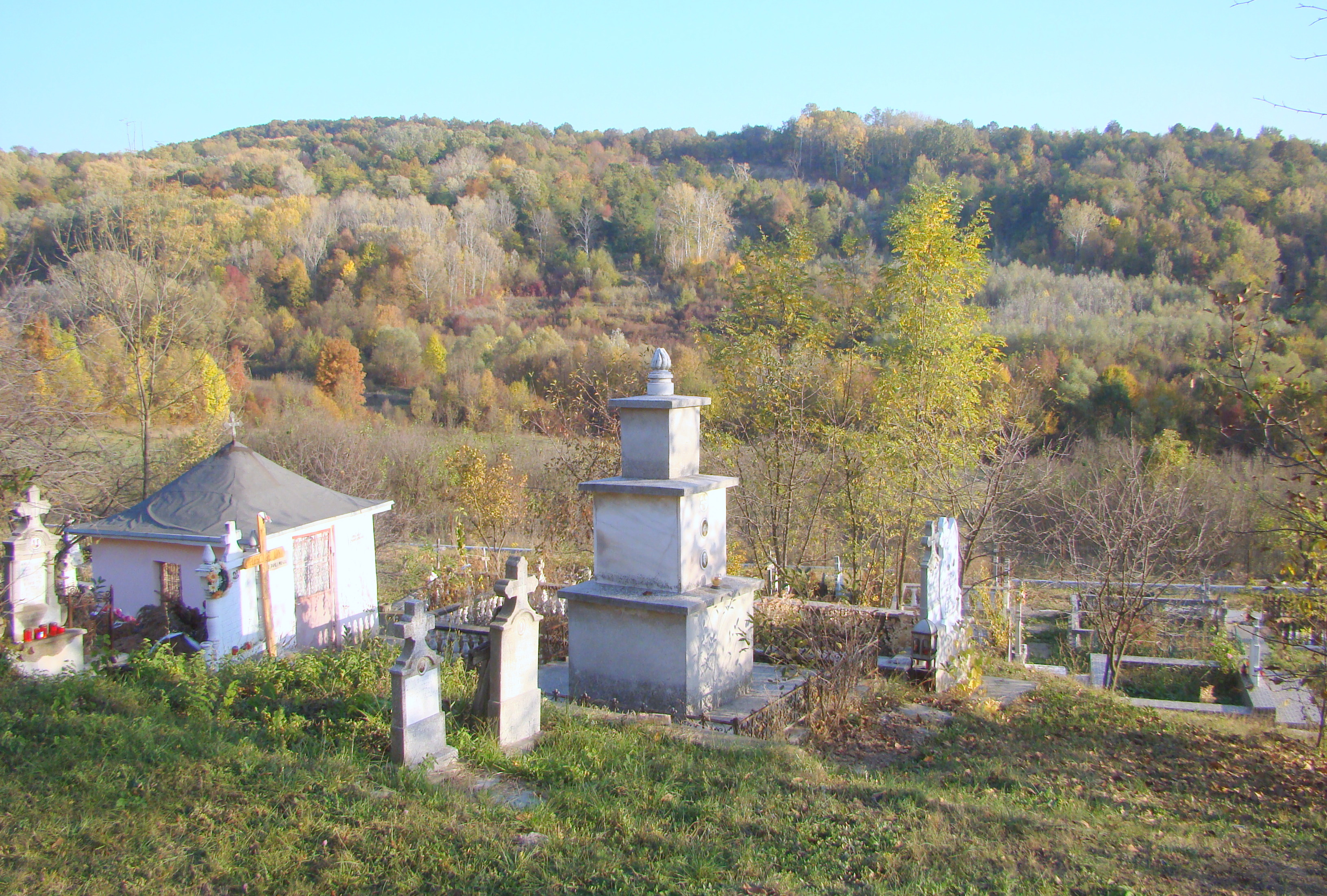
Împrejurimi
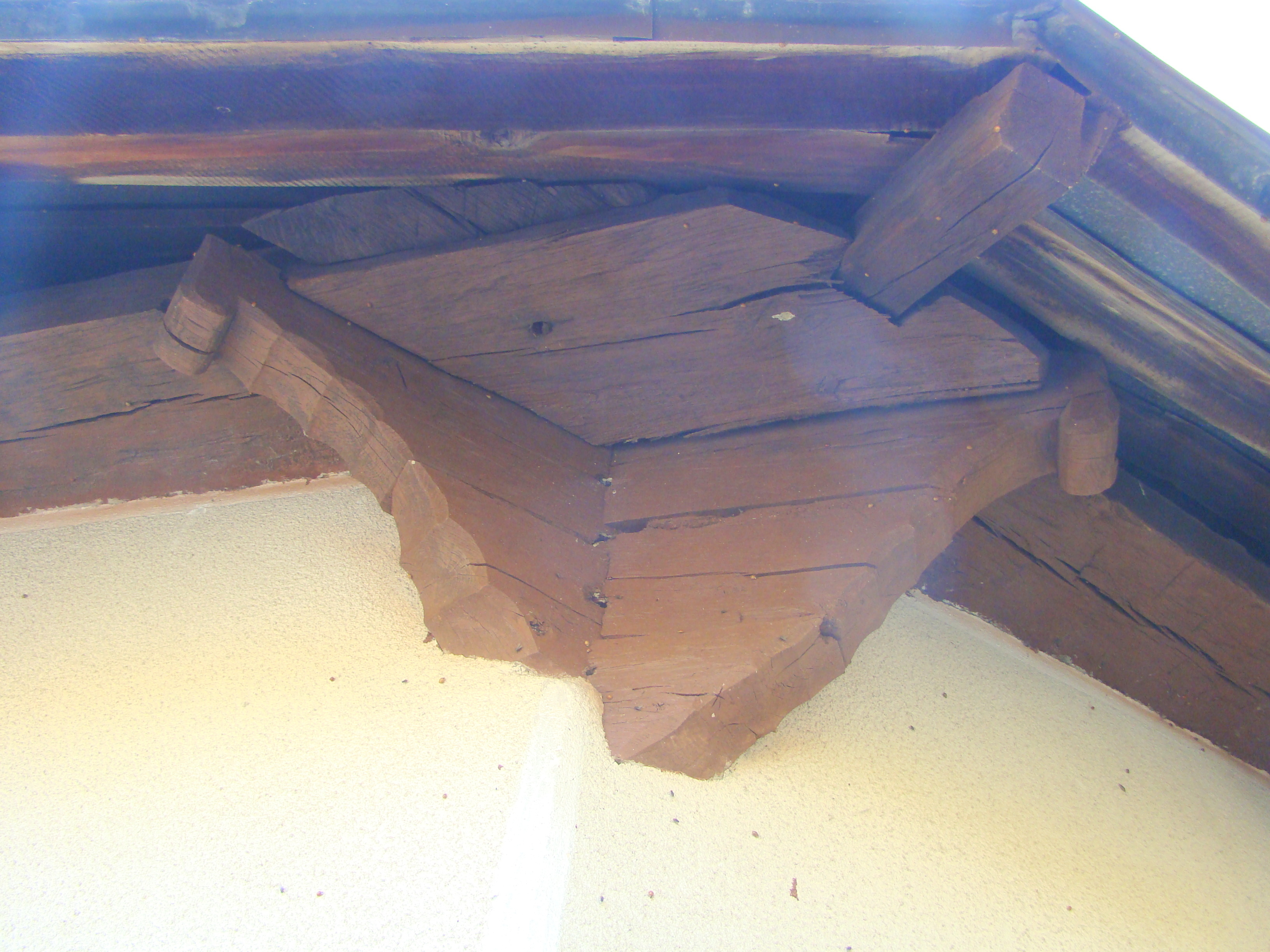
Console
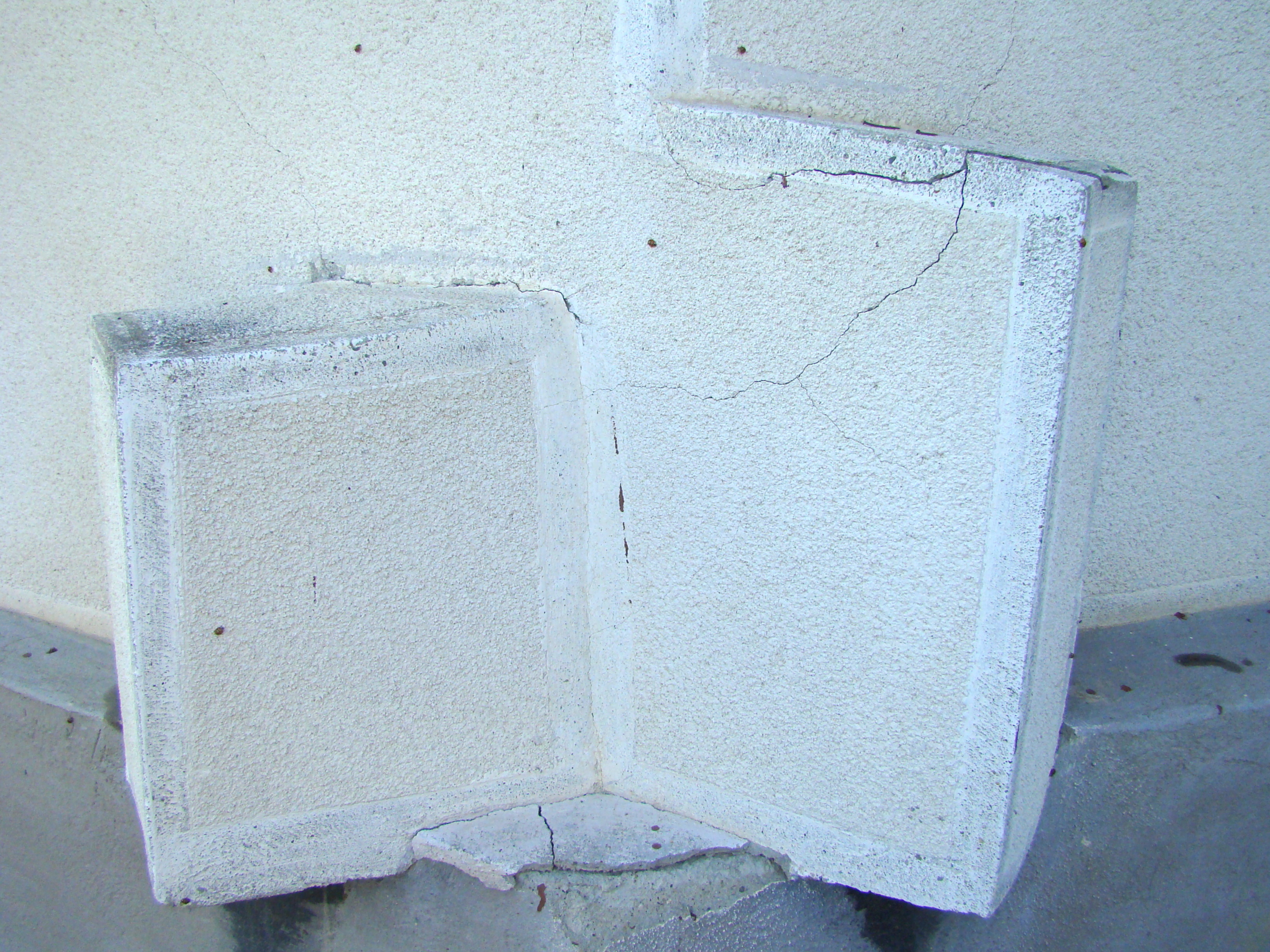
Îmbinări sub tencuială
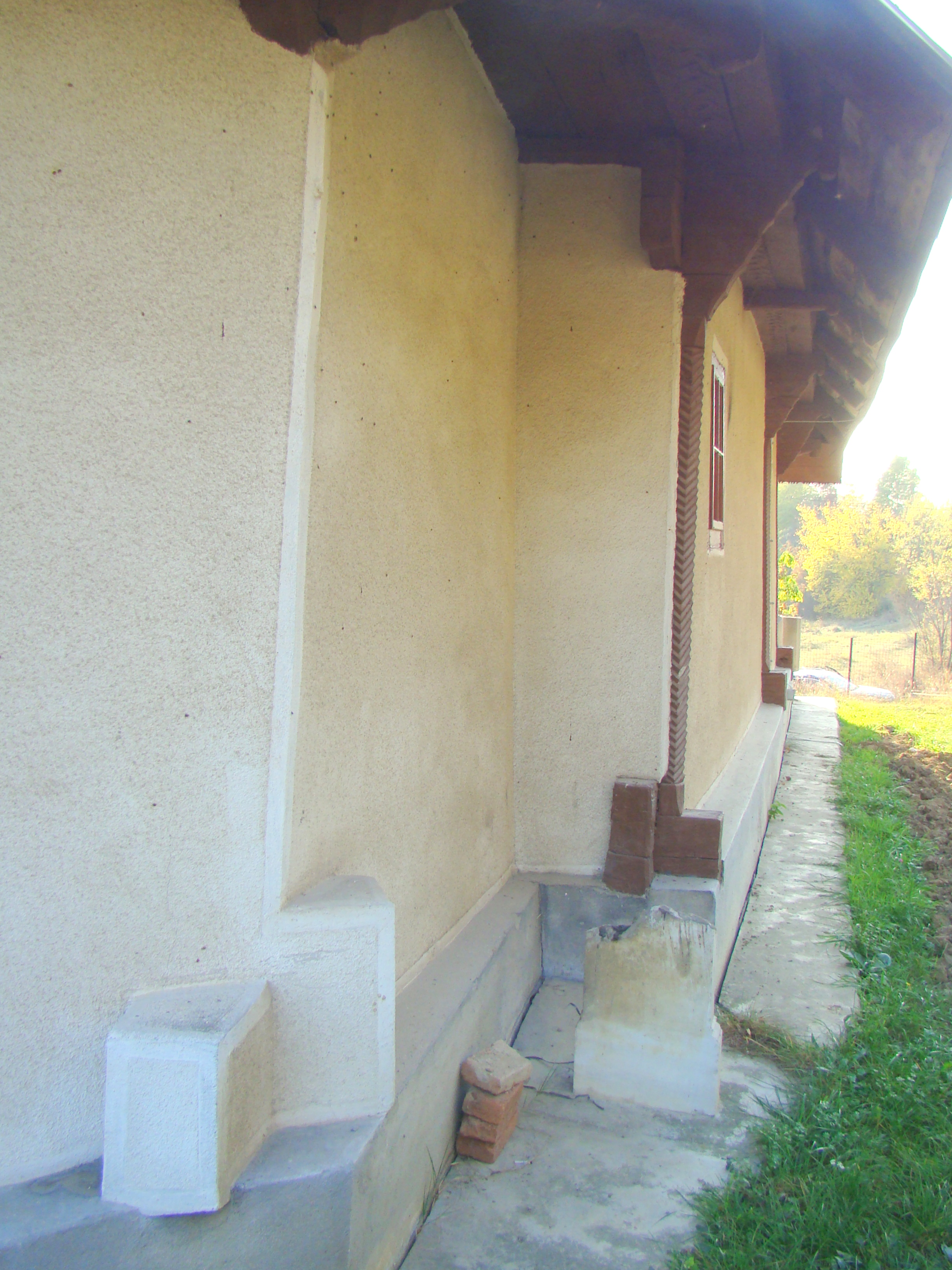
Decroșul altarului
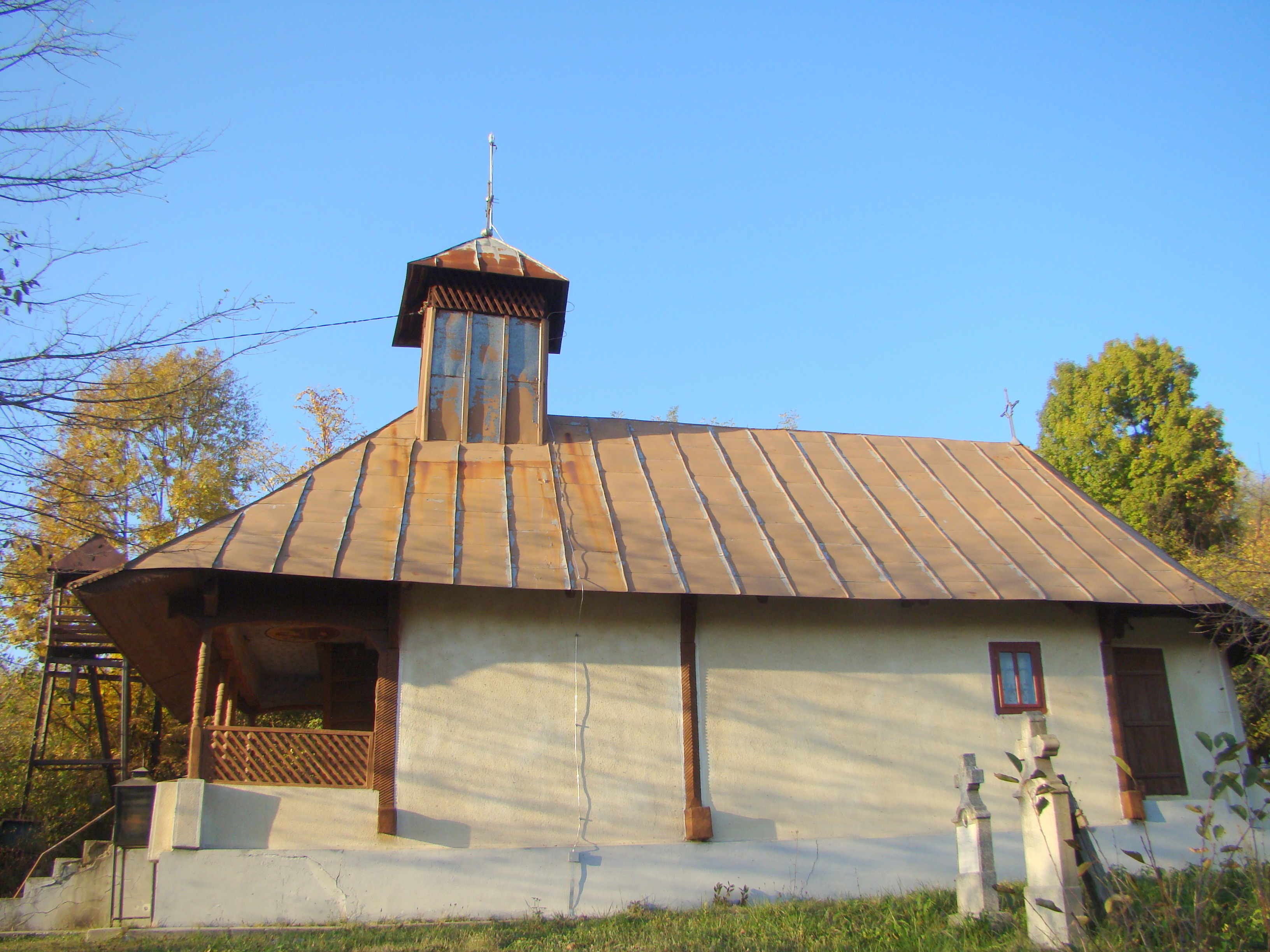
Biserica (sud)
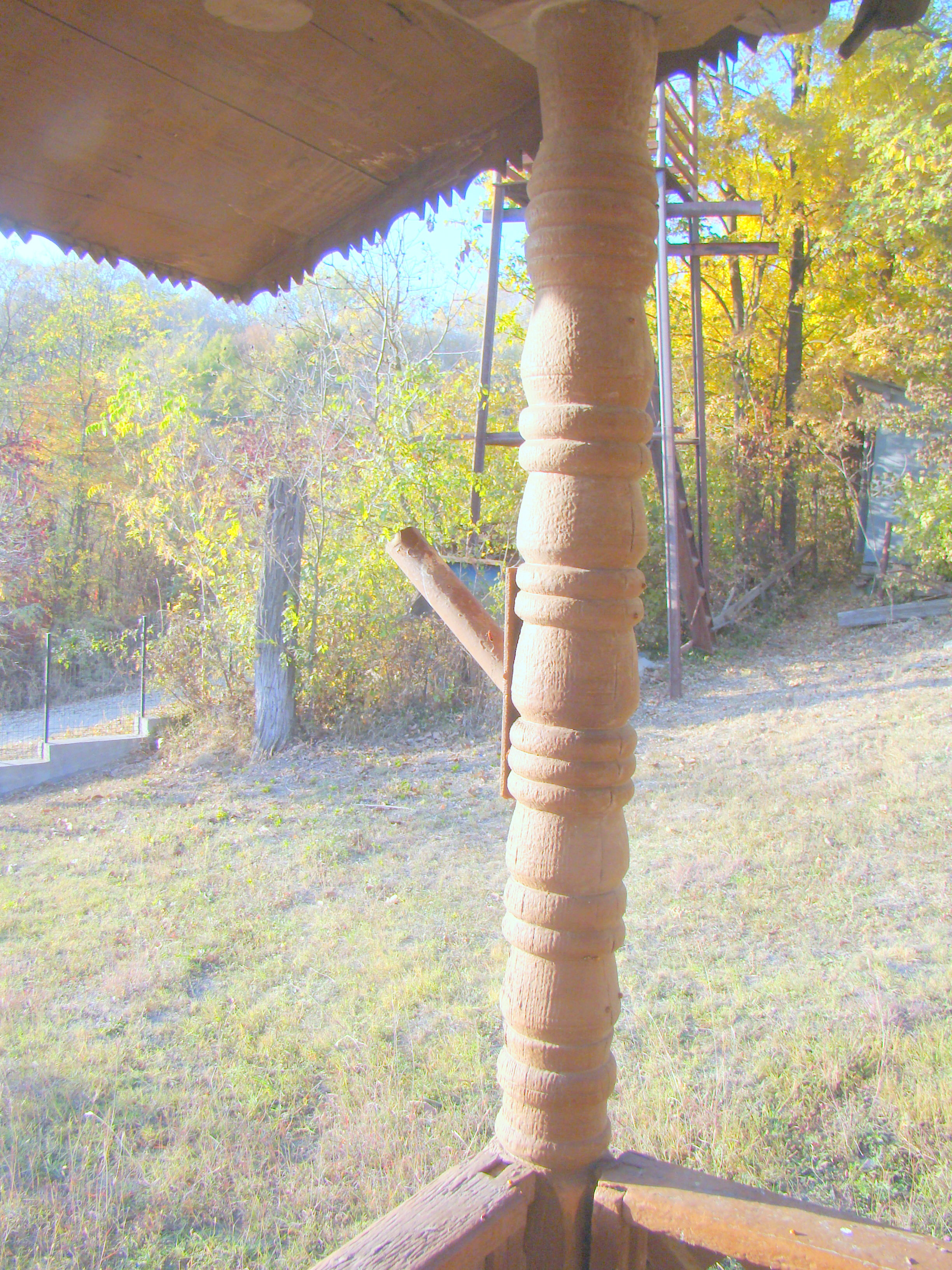
Stâlp strunjit la prispă
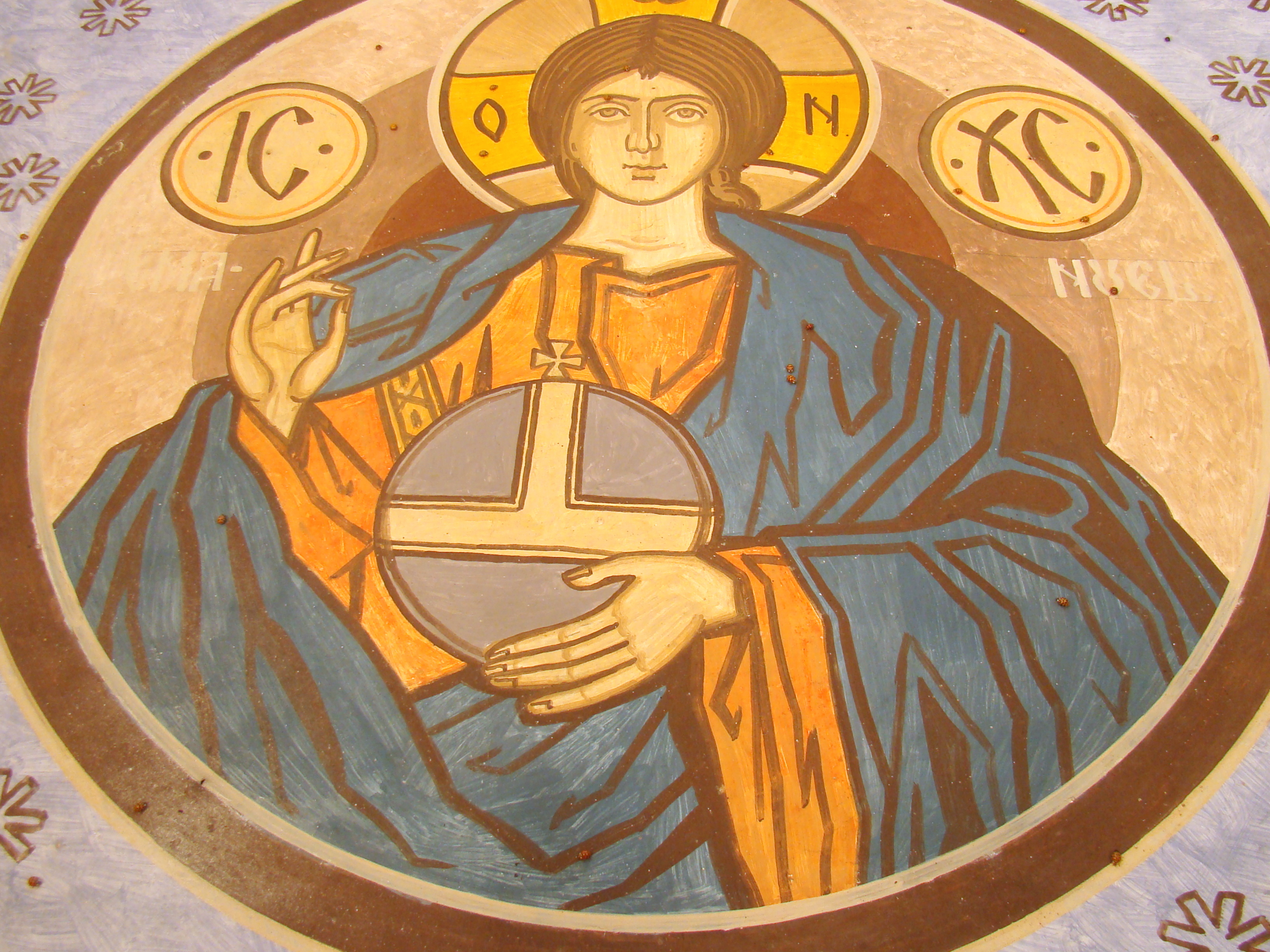
Pictura exterioară
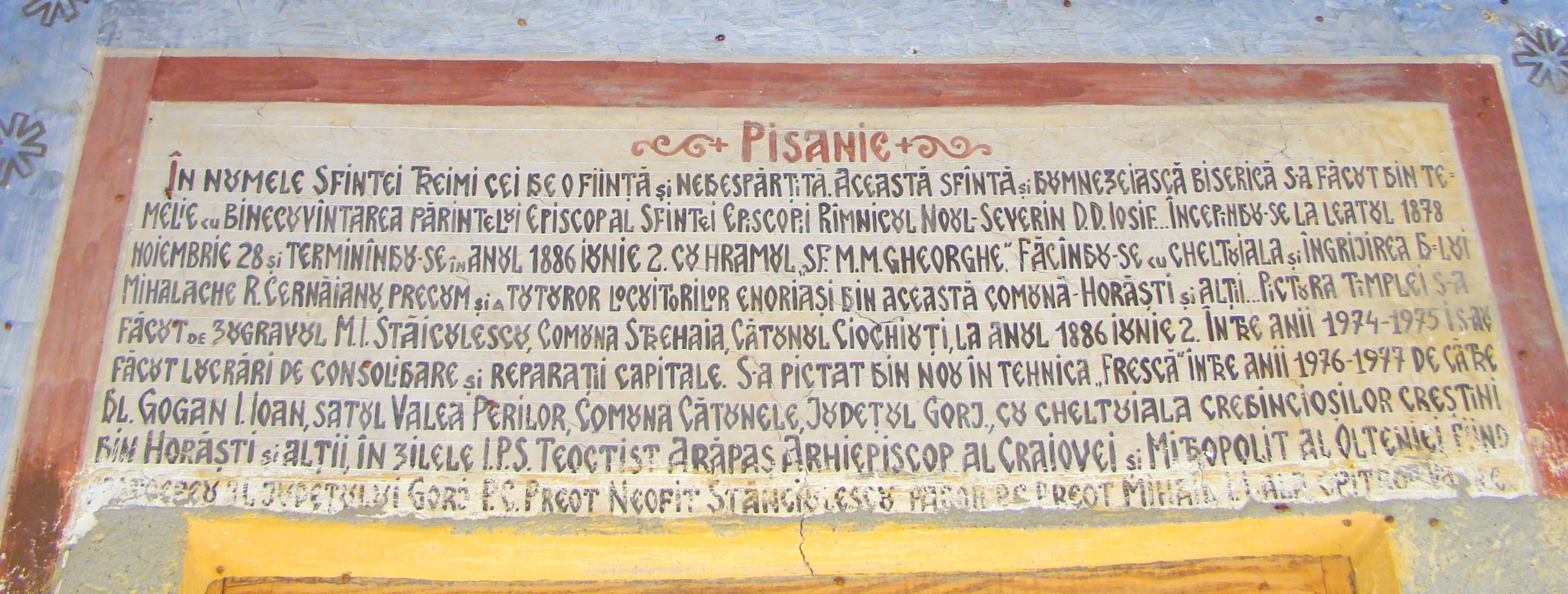
Pisania
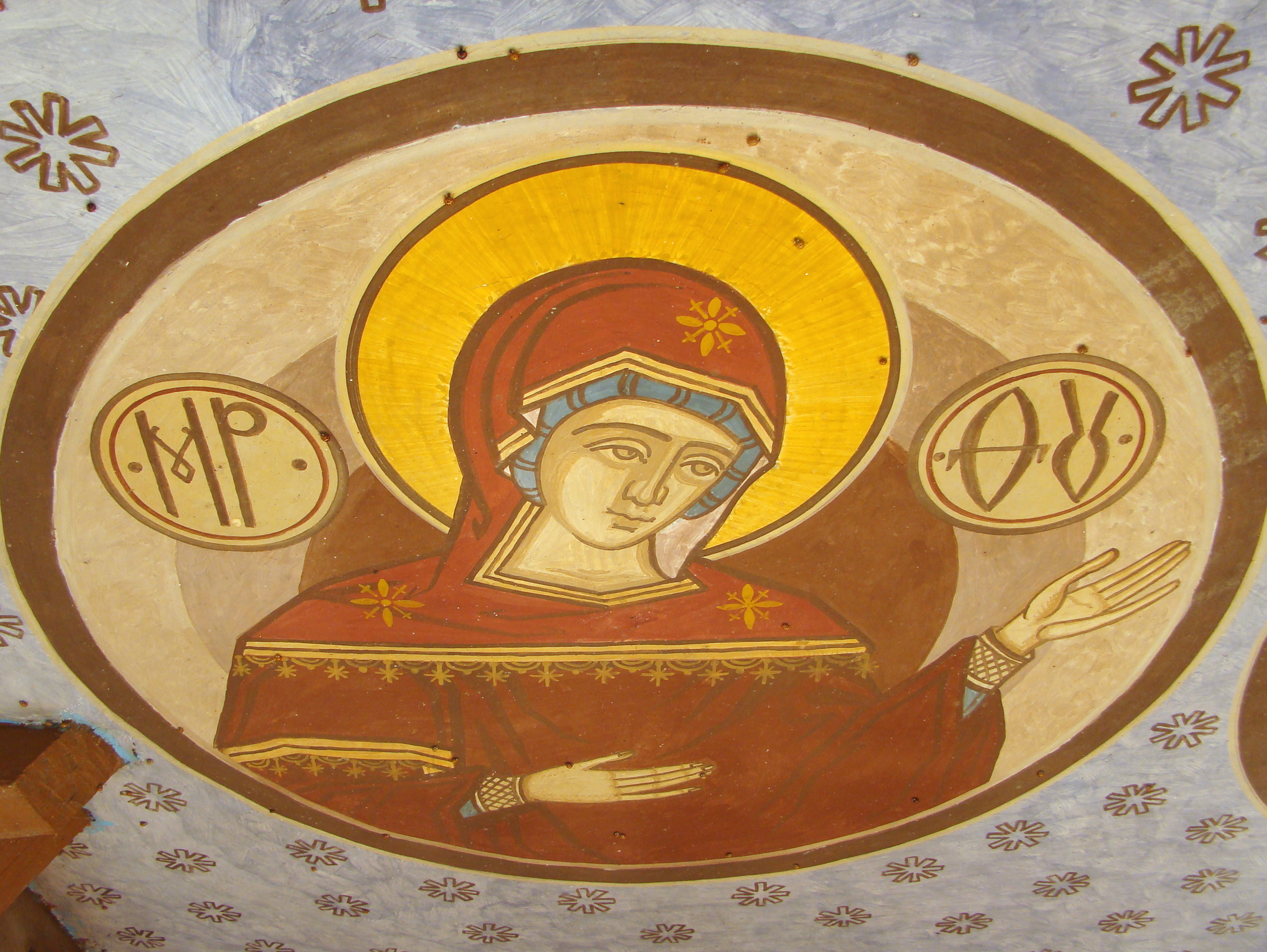
Maica Domnului